# Palpimanus cyprius
Palpimanus cyprius är en spindelart som beskrevs av Kulczynski 1909. Palpimanus cyprius ingår i släktet Palpimanus och familjen Palpimanidae. Inga underarter finns listade i Catalogue of Life.